# Anagonalia melichari
Anagonalia melichari är en insektsart som först beskrevs av William Lucas Distant 1908.  Anagonalia melichari ingår i släktet Anagonalia och familjen dvärgstritar. Inga underarter finns listade i Catalogue of Life.